# Барановський Петро Дмитрович
Барановський Петро Дмитрович (Шуйське, Смоленська область, 29 січня (9 лютого) 1892 — †12 червня 1984, Москва) — російський реставратор і дослідник пам'яток архітектури доби Середньовіччя. Засновник музею в Коломенському та Музею імені Андрія Рубльова в Москві.

## Біографія

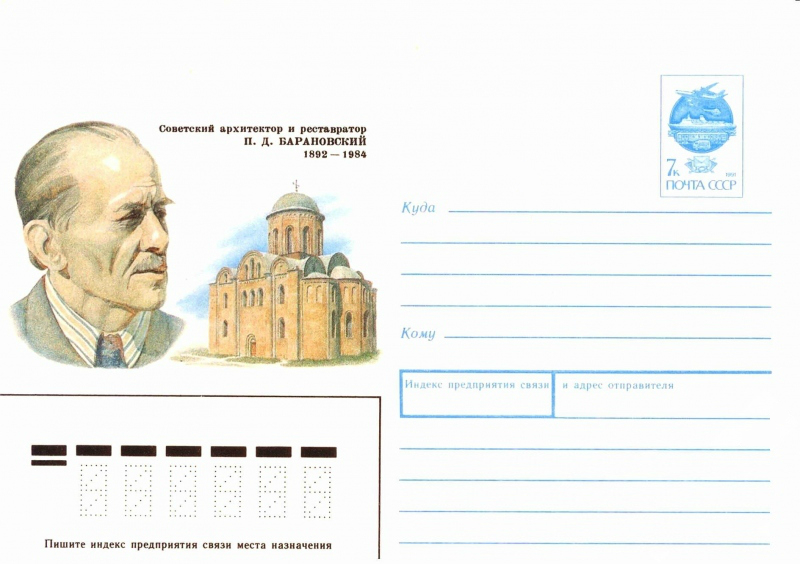
Петро Брановський, листівка

Походить з дорогобузьких селян Смоленщини. 1912 року закінчив курси інженерів у Москві з ліцензією на право проводити будівничі роботи. Отримав медаль від Російського археологічного об'єднання за реставрацію Свято-Герасимова монастиря в Болдині Смоленської області. З 1914 року військовий інженер. 1918 року отримав другий диплом із мистецтвознавства, став викладачем в університеті у Москві.
У 1918 датовані його реставраційні і рятувальні роботи в місті Ярославль, де виникла загроза знищення видатних пам'яток архітектури 17 ст.(Митрополичі палати, Спасо-Преображенський монастир та ін.) після придушення владою антибільшовицького повстання.
Організатор десяти науково-дослідних експедицій з вивчення дерев'яних і кам'яних пам'яток вздовж річок Архангельської області, де тоді ще були у наявності ансамблі і комплексна дерев'яна забудова від доби російського середньовіччя і до початку 20 ст.
У коло його архітектурних досліджень увійшли пам'ятки архітектури Криму, України, Азербайджану, Грузії, Росії. Радянська влада віддячила арештом і засланням до Сибіру. Отримав три роки ув'язнення в таборах міста Маріїнськ (тепер Кемерівська область).
Барановському належить честь дослідження та повернення в науковий обіг садиби доби бароко 18 століття Хмеліта родини Грибоєдових.
В повоєнні роки мав відношення як архітектор до містобудівного проекту — відновлення міста Смоленськ.

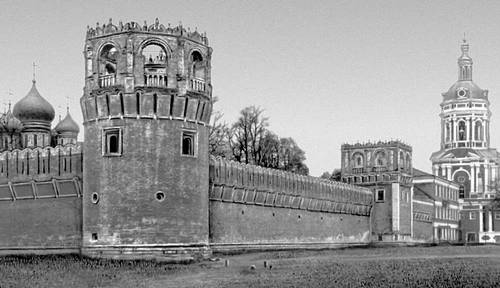
Мури і вежі Донського монастиря в Москві, архівне фото.

Товаришував з російським письменником Володимиром Чивиліхіним (1928—1984), що залишив документальні спогади про їх зустрічі, бесіди і спілкування.
У зв'язку з повним вилученням комуністичним урядом з церковного майна комплексу Новодівочого монастиря і перетворенням його на комплекс комунальних квартир, житло отримав у колишньому монастирі. Мешкав там у колишніх лікарняних палатах монастиря з 1939 до 1984 року. Був одружений. Дружина — Марія Юр'ївна, була науковим співробітником Державного історичного музею. подружжя мало доньку.
Помер в Москві, поховано в некрополі Донського монастиря. На надгробку напис із Біблії: «Ти, Петро, і на камені цьому…»

### Музей в Коломенському

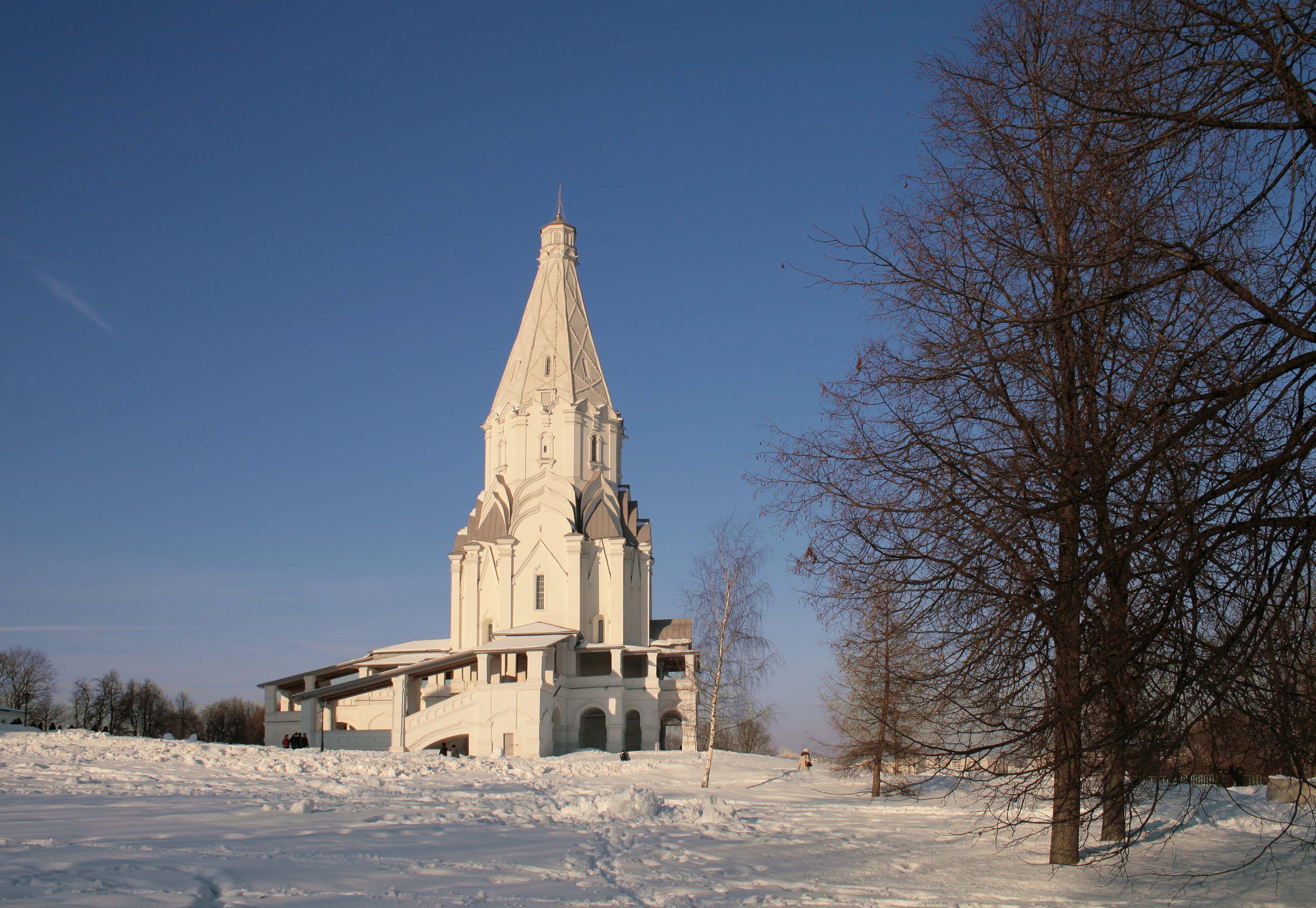
Коломенське взимку

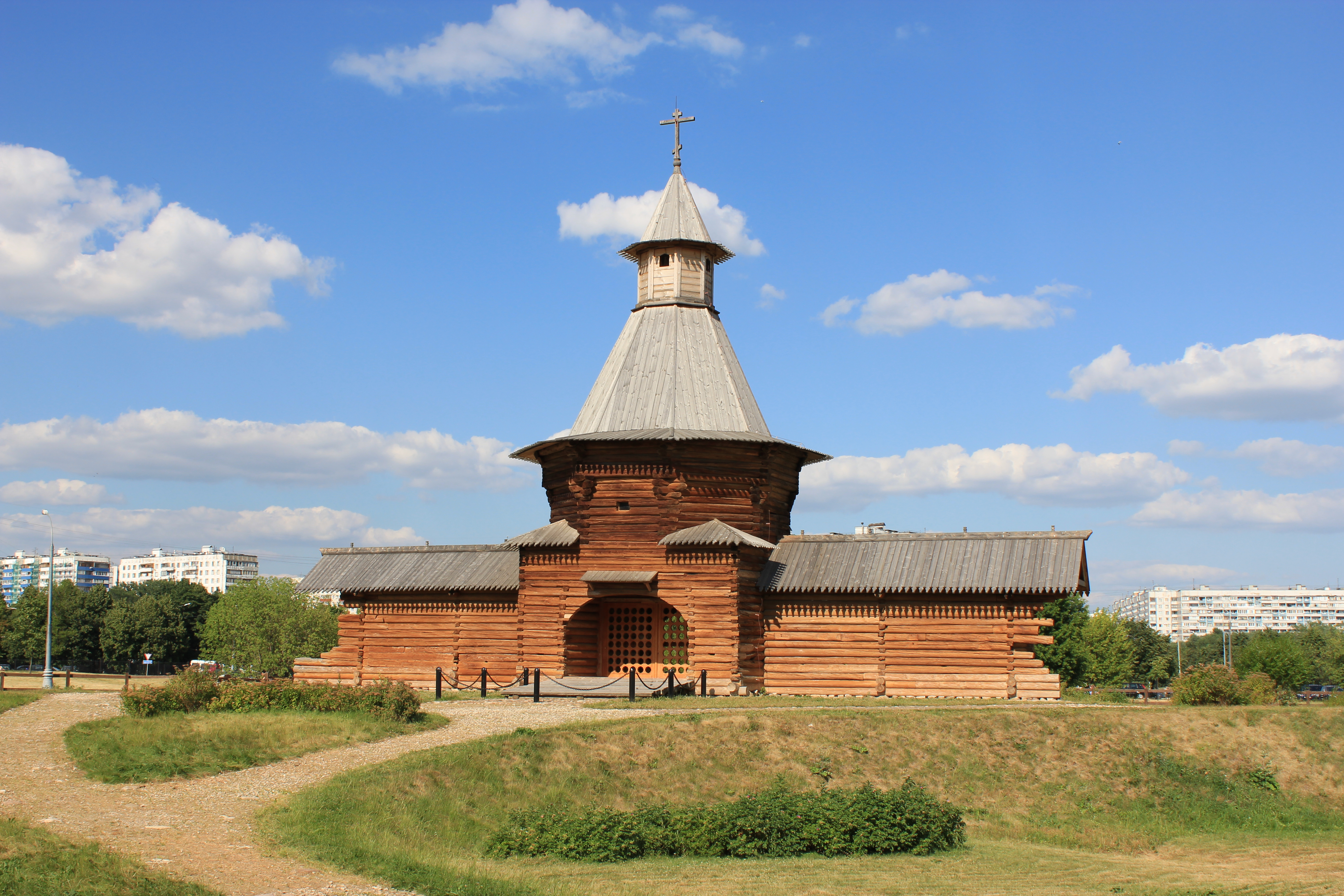
В'їзна вежа Ніколо-Корельського монастиря, вивезена Барановським до Коломенського.

Пережив голод 1921 року, який викосив 5 млн душ. Почалася більшовицька націоналізація церковного майна, закриття і пограбування церков і монастирів. Барановський встиг зробити дослідження і швидкий опис 50 монастирів, зібрав наукові матеріали до «Словника російських архітекторів і будівничих до 18 століття»
У 1924 р. Барановський домігся дозволу на створення музею народного мистецтва в Коломенському. Після створення музею був призначеним його першим директором. Як фахівець-музейник розшукав і вивіз в новостворений музей пам'ятки дерев'яної архітектури з В'ятського краю, Сибіру, Карелії. Аби заплутати бюрократів Москви у звітах писав: «Програма і науковий метод створення музейного містечка народної архітектури». Хитрість вдалася. До музею в Коломенське він і його співробітники вивозили церковні дзвони, стародавні кахлі, антикварні і старі меблі, баштові куранти, твори ковалів, зразки дерев'яного різьблення, ткацькі вироби, креслення архітекторів і малюнки будівничих.

### Музей імені Андрія Рубльова
- 1930, 1931, 1936 роки — почато розпродаж картин з палаців Петербурга, Києва, Москви, з державних на той час Ермітажу, музею Ханенків, Музею образотворчих мистецтв у Москві — за кордон.

- 1931 рік — кількість повсталих в Україні досягла одного мільйона душ.

- 1932—1933 рр. — голод у СРСР після насиллям проведеної колективізації.

- 1932 рік — висадили в повітря склеп Багратіона на Бородинському полі.

- 1932 р.- Влада в Москви за підписом Йосипа Сталіна оголосила про Безбожну п'ятирічку, аби до 1937 року ім'я християнського Бога було забуто в країні. Почали руйнувати церкви в міста і селах. До 1937 року кількість культових споруд зменшилась на 58 відсотків. В деяких містах були знищні усі до жодної церкви.

- 1934 рік — створено українське відділення ГУЛАГу.

Наприкінці 1930-х Барановський сповістив вчених і громадськість про знахідку надгробка Андрія Рубльова в Свято-Андроніковому монастирі Москви. Надгробок дуже швидко знищили невідомі. Але сенсаційна знахідка дала привід врятувати частково вже поруйнований монастир. Почався музейний довгобуд зі створення Музею імені Андрія Рубльова. Офіційне рішення про створення музею прийнято у 1947 році. Музей відкрили лише у 1960 році. У пристосованих для музею приміщеннях нема жодної роботи Андрія Рубльова. Зате вдалося відреставрувати Спаський собор монастиря (початку 15 ст.), церкву 17 ст. Михайла Архангела тощо. Використали і привід для експонування російських ікон, якими держава торгувала декілька десятиліть за кордоном.

### Зразки російських ікон

«Параскева П'ятниця», XV ст., Вологодський музей
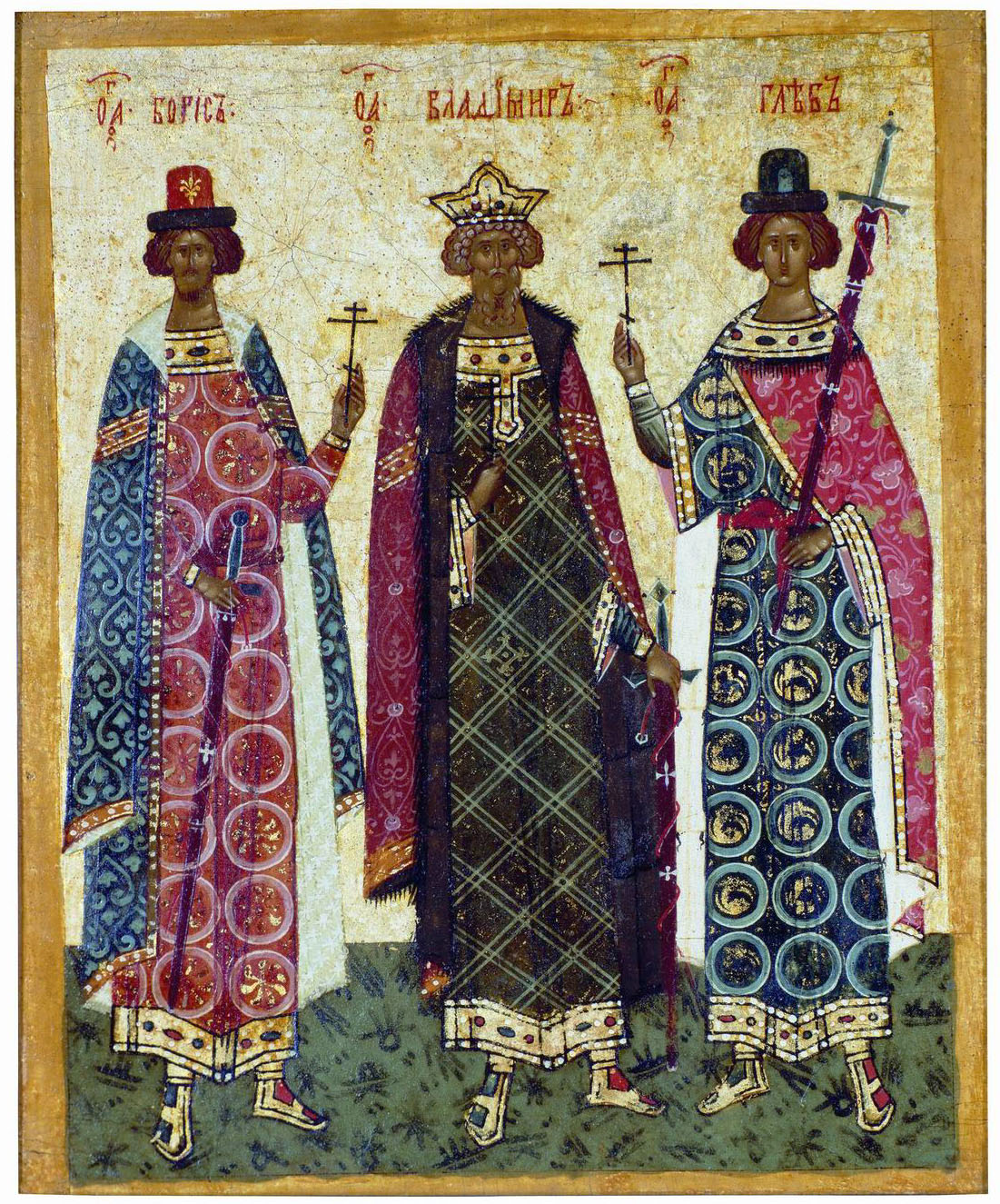
Князь Володимир з синами Борисом та Глібом, ікона 15 ст.
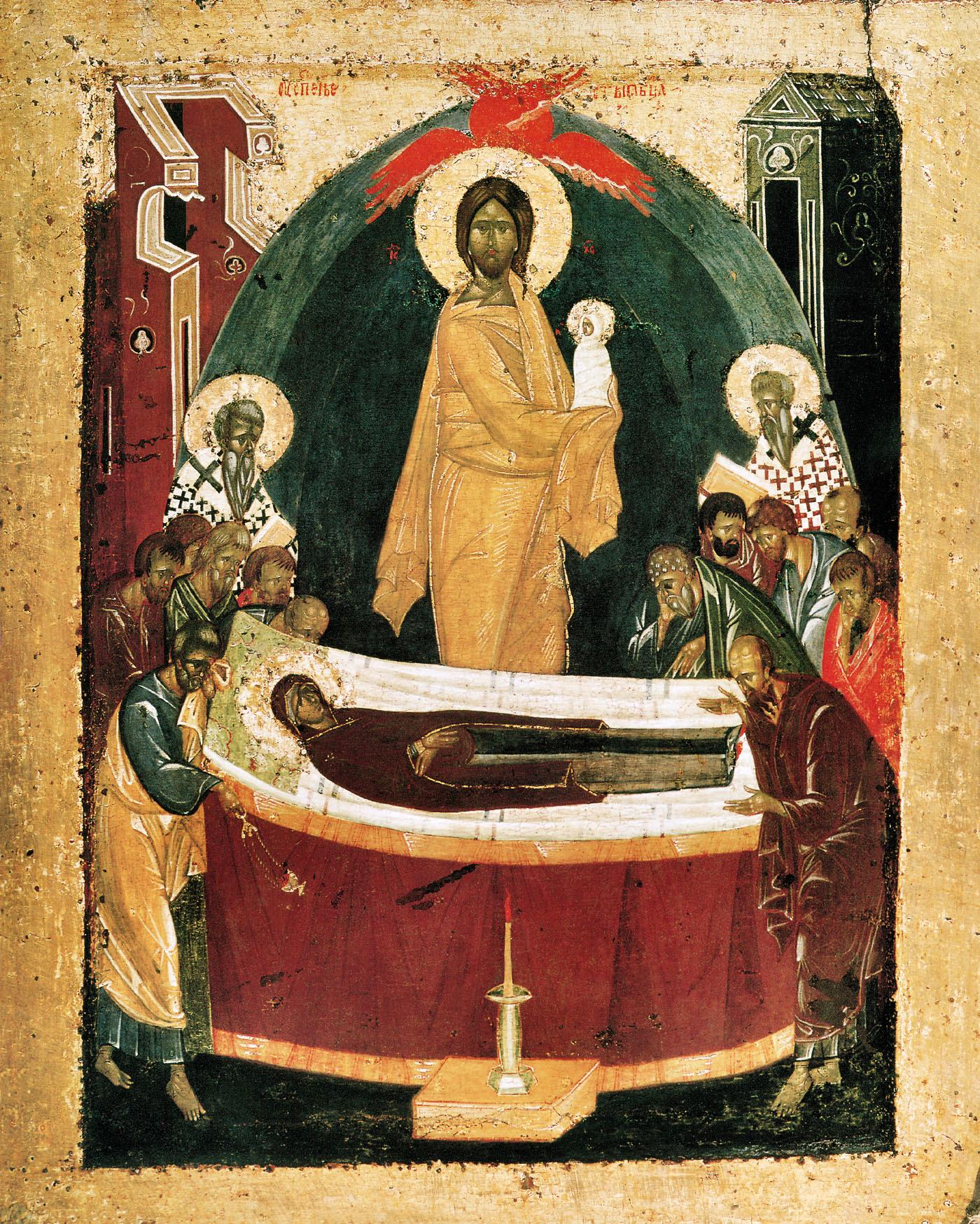
Успіння Богородиці (Ікона Феофана Грека)
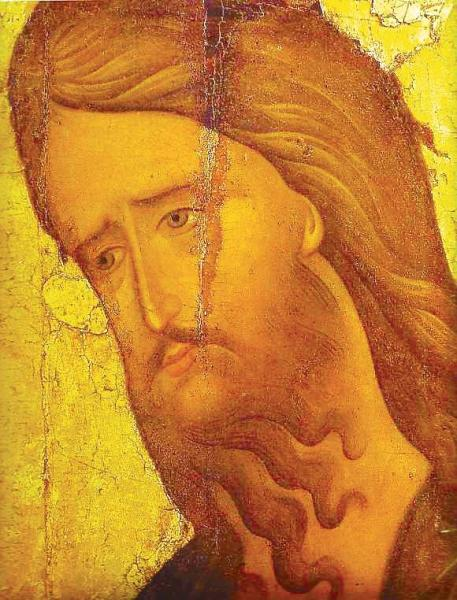
Іван Хреститель, ікона музею А. Рубльова, 15 ст., фрагмент.

### Барановський і Україна
Україна століттями буде дякувати Петру Барановському за вивчення і врятування рідкісного пам'ятника домонгольської доби-церкви П'ятниці в місті Чернігів .
Церква протягом минулих століть зазнала декілька пожеж і перебудов. У роки 2-ї світової війни церква горіла у серпні 1941 і була зруйнована після бомбардувань у 1943-му. Тоді з Москви і приїхав Барановський для встановлення розмірів втрат. Дослідження виявили під нашаруваннями пізніх епох наявність пам'ятки кінця 11 століття. Роками займався Барановський консервацією пам'ятки, а потім відновленням її із застосуванням подібних будівельних матеріалів. Церкву вдалося відкрити для відвідувачів лише в березні 1972 року.

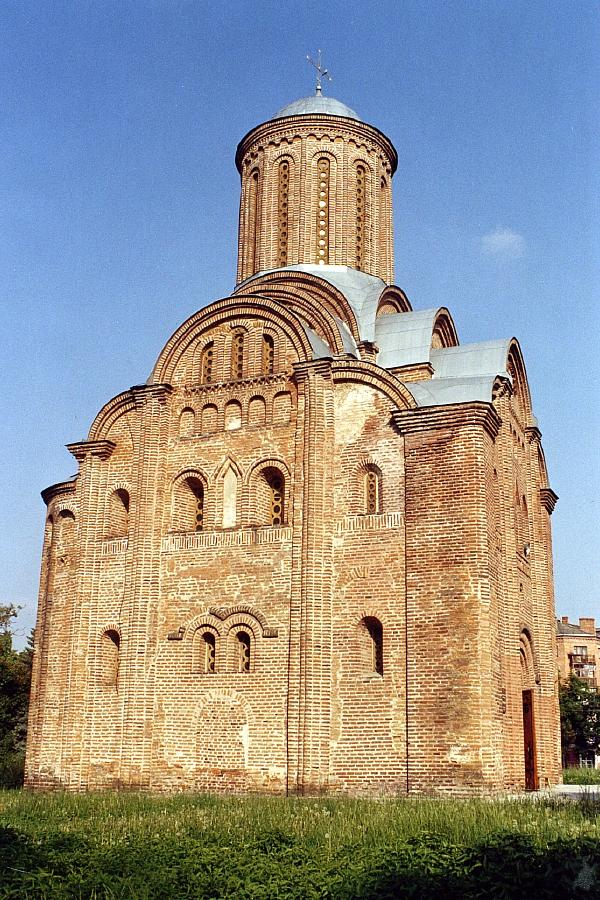
П'ятницька церква княжої доби в Чернігові, кінець 11 ст. — початок 12.
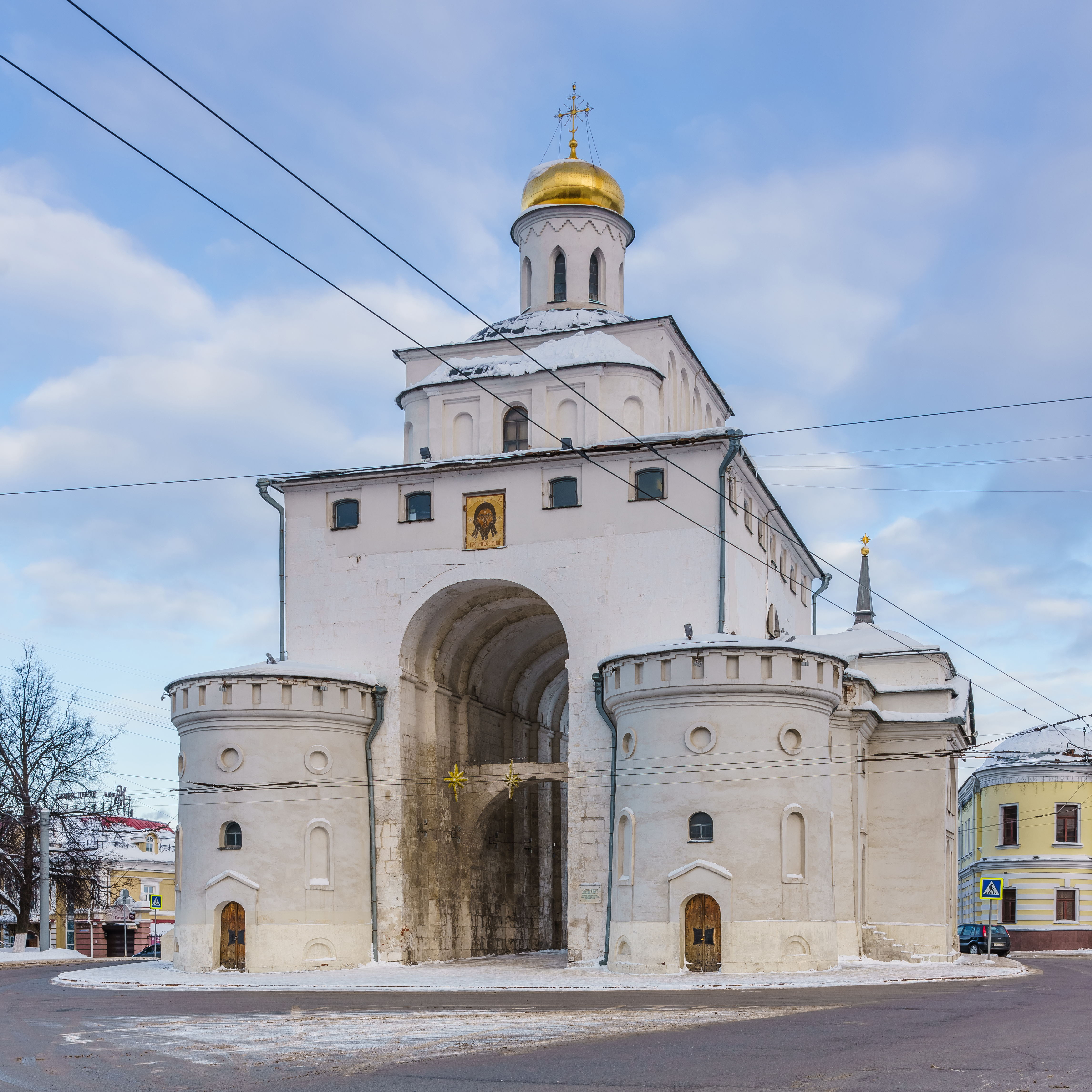
Золоті ворота, м. Володимир, Росія
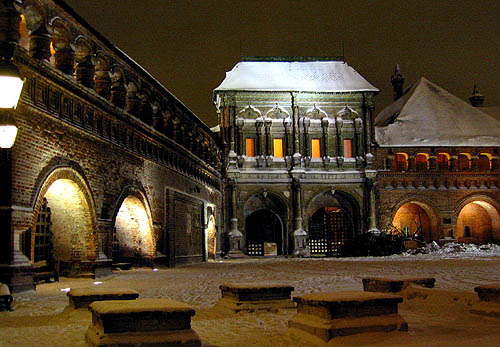
Крутицьке подвір'я, Москва
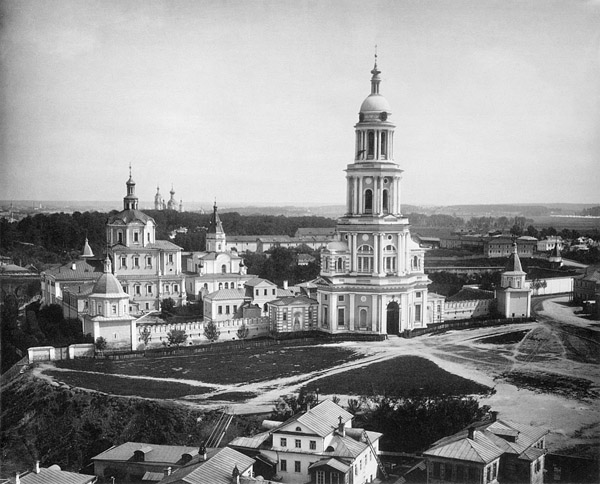
Спас-Андроніков монастир до руйнації (архівне фото 1883 р.)

### Характер, спротив, непідкореність.

Реставратор Барановський П. Д. Палати В. В. Голіцина в Охотному ряду, поштівка 1932 р.

Був дуже відвертим, вольовим і цілеспрямованим. Сучасникам запам'ятався як борець і правдошукач. На тлі заляканих і спотворених радянською владою осіб вирізнявся сміливістю думок, а головне — сміливістю вчинків. Заради улюбленої справи міг стати дипломатичним, виваженим, але не втрачаючим цілеспрямованості і мети досягти своїх намірів з рятування пам'яток минулого.
Незвична для радянського посадовця позиція захисника пам'яток минулого і упертість в позиції не могли не закінчитися конфліктом з радянською владою. За втручання у рятування собору Василя Блаженного у Москві (його планували зруйнувати вщент), отримав «подяку» від московської влади у вигляді заслання у Сибір на три роки. В провінційному Маріїнську будував і створив місцевий музей, адже це сприяло збереженню місцевих артефактів історії. Влада відібрала у Барановського право проживання в Москві і той після заслання жив у містечку Александров. Значно пізніше оселився в маленькій кімнаті колишньої лікарні Новодівочого монастиря, перетвореній на комунальні квартири. Науковець мешкав там 40 років.

## Полеміка навколо Петра Барановсього
Навколо Петра Барановського і його охоронної діяльності закипіла полеміка. Розпочалися вигуки, що він ніякий не охоронець і не рятівник, а він простий руйнівник. Чому це він реставрував чергову пам'ятку на сімнадцяте (17) століття тоді, як пам'ятка архітектури мала прибудови і вісімнадцятого, і дев'ятнадцятого століття ? Логіка на той час була на боці науковця і рятівника Петра Барановського. Бо він добре знав інструкцію, згідно якої врятувати у СРСР пам'ятку можна було лише тоді, коли доведена її стародавність, краще 18-17(-16-го ) століть. Дев'ятнадцяте століття повсякчасно ігнорували. З урахуванням воєн і варварського ставлення мешканців країни і самої влади до пам'яток історії і архітектури — залишалась не така вже й велика кількість пам'яток, вік котрих сягав би хоча би у 17 століття.
До того ж варварська влада приховано і по діловому прагматично руйнувала і висаджувала у повітря навіть храмові споруди дванадцятого (!) століття. а на їх місці ставила табличку «Тут стояла пам'ятка архітектури ХІІ століття». Кому казенна табличка заміняла оригінальну споруду  дванадцятого (!) століття ?.. 

### Родина і архів науковця
Був одружений. Дружина — Марія Юріївна, музейний працівник, знавець доби декабристів, працювала в Історичному музеї. Дочка — Ольга Барановська (померла у червні 2010 року).
Майже все життя накопичував свої записи, обміри, замальовки пам'яток минулого. Архів науковця дивував свідоцтвами про пам'ятки, які не стояли на обліку держави, про деякі — залишилися єдиними іконографічними матеріалами щодо пам'яток, давно знищених радянською владою. Упорядкуванням архіву померлого батька займалась дочка, після чого домоглася передачі його в Державний науково-дослідний музей архітектури імені Щусєва в Москві.

### Відгуки про П.Д.Барановського (російською)
- «Какая удивительная жизнь! Это-созидатель, которому при жизни надо воздвигнуть памятник, хотя его работы -тоже памятники его неистощимой энергии. Его судьба-пример служения Отечеству не на словах, а на деле. Такому человеку хочется низко поклониться.» В. Ларионова.

- «Стоит и сияет в Чернигове Параскева Пятница-чудо архитектуры и чудо реставрации! А ведь добиться в те времена, когда город поднимался из руин, не только сохранения остатков памятника, но и изготовления на местном заводе десятков тысяч кирпичей, имитирующих древнюю плинфу, было настоящим подвигом. Слава о Параскеве Пятнице растёт. Люди приезжают и прилетают в наш город только для того, чтобы посмотреть на неё. Кстати, Пётр Дмитриевич вложил свой редчайший талант и великий труд в восстановление всех черниговских памятников.» А. Карнабед

- «Вы немало перечислили его дел, но всегда всё сказанное о нём будет неполно. В 1926 г. он, как посланец от Главнауки, приехал в Калугу вместе со своим ровесником и сподвижником Николаем Николаевичем Померанцевым. Они обследовали Лаврентьев монастырь (15 век), Лютиков (16 в.), Николо-Добрый (17в.) и ещё несколько других памятников этого ряда. Пётр Дмитриевич успел даже отреставрировать окно в церкви-колокольне Лютикова монастыря, взорванного, как и все остальные, в 1930-е годы. В Московский областной исторический музей(город Истра) Пётр Дмитриевич увёз тогда прекрасные резные врата 15 в.из бывшего Шаровкина монастыря, что был под Перемышлем, и тем самым спас их для нашей культуры…И ещё я вспоминаю, как мы в Крутицах праздновали его восьмидесятилетие под ростовские звоны, записанные Н. Н. Померанцевым.» А.Днепровский

## Друковані твори П.Д.Барановського
- «О методах консервации и реставрации руин» (рос.)
- «Собор Пятницкого монастыря в Чернигове» (рос.)
- «Памятники в селениях Кум и Лекит» (рос.)

## Увічнення пам'яті про архітектора і вченого
- У 1989 році режисер Валерія Ловкова створила документальну кінострічку про П. Д. Барановського під назвою «Хрест мій».

- У 1992 році в зв'язку з 100-річчям з дня народження П. Д. Барановського на стіні колишніх лікарняних палат Новодівочого монастиря встановлено пам'ятну дошку на честь вченого і реставратора.